# Partido judicial de Catarroja
El partido judicial de  Catarroja es uno de los dieciocho partidos judiciales de la provincia de Valencia; en concreto se trata del partido judicial n.º 12 de la provincia de Valencia.
El ámbito territorial, que viene regulado por el Real Decreto 529/1983, de 9 de marzo, comprende los municipios de:
- Albal
- Alfafar
- Benetúser
- Catarroja
- Lugar Nuevo de la Corona
- Masanasa
- Sedaví